# Solanum ochrophyllum
Espèce
Solanum ochrophyllum est une espèce de plante arbustive de la famille des Solanaceae, originaire des régions andines du Pérou et de la Bolivie. Elle se rencontre à la limite des arbres entre 3000 et 3 500 m d'altitude.